# Perophora euphues
Perophora euphues is een zakpijpensoort uit de familie van de Perophoridae. De wetenschappelijke naam van de soort is voor het eerst geldig gepubliceerd in 1895 door Sluiter.